# کشتار خواجه‌لی
کشتار خواجه‌لی یا قتل‌عام خواجه‌لی (به ترکی آذربایجانی: Xocalı Soyqırımı) کشتار حداقل ۱۶۱ نفر از ساکنان خواجه‌لی در اطراف شهر خواجه‌لی در ۲۵–۲۶ فوریه ۱۹۹۲ از جانب نیروهای مسلح ارمنستان و تاحدی کشورهای مستقل همسود در طول جنگ قره‌باغ می‌باشد. با توجه به سمت جمهوری آذربایجان، دیدبان حقوق بشر، مرکز یادبود دفاع از حقوق بشر و دیگر ناظران بین‌المللی که قتل‌عام توسط نیروهای مسلح ارمنستان صورت گرفته‌است. پس از سقوط شهر خواجه‌لی در طی جنگ قره‌باغ، کشتار غیرنظامیان آذربایجانی در این شهر توسط ارتش ارمنستان به همراهی نیروهای ۳۶۶ ارتش روسیه در ۲۵ و ۲۶ فوریه سال ۱۹۹۲ اتفاق افتاد. بر اساس آمار دولت جمهوری آذربایجان در این کشتار ۶۱۳ نفر از غیر نظامیان از جمله ۶۳ کودک جان خود را از دست دادند.
سازمان دیده‌بان حقوق بشر آمار کشتار را مطابق گزارش سال ۱۹۹۳ مرکز هلسینکی بیش از ۱۶۰ نفر و مطابق گزارش سال ۱۹۹۴ مرکز هلسینکی بیش از ۲۰۰ نفر اعلام کرده‌است و در زیرنویس سند اشاره شده، آمار ۲۰۰ کشته بیشتر قابل قبول است تا آمار احتمالی بین ۵۰۰ تا ۱۰۰۰ کشته. از جمعیت ۶۳۰۰ نفری خواجه‌لی در زمان حمله حدود ۳۰۰۰ نفر در شهر باقی‌مانده بودند و مابقی قبل از آغاز حمله شهر را ترک کرده بودند.
بنابر ادعای جمهوری آذربایجان ۵۳ نفر با مصادیق قتل بیرحمانه (سوزاندن، چهار میخ کردن، با بریدن سر یا کندن پوست آن و سایر قسمت‌های بدن، از حدقه خارج کردن چشم یا بریدن بخش‌هایی از بدن) کشته شده‌اند. همچنین هشت خانواده به‌طور کامل نابود شده، ۲۵ کودک هر دو والدین و ۱۳۰ کودک یکی از والدین خود را از دست دادند. این کشتار یکی از غم‌انگیزترین رخدادها در تاریخ مناقشه جمهوری آذربایجان و ارمنستان بر سر قره‌باغ کوهستانی بود.
دولت ترکیه از عنوان «نسل‌کشی خواجه‌لی» منابع جمهوری آذربایجان از عنوان «نسل‌کشی خواجه‌لی» و «فاجعه خواجه‌لی» استفاده می‌کند.

## دموگرافی خواجه‌لی
خواجه‌لی در ترکیب تقسیمات جمهوری سوسیالیستی آذربایجان روستایی با جمعیتی بین ۱۰۰۰ تا ۲۰۰۰ نفر بود. این جمعیت حداکثر ۲۱۳۵ نفر ذکر شده‌است. اکنون خواجه‌لی به صورت دفاکتو قسمتی از جمهوری قره باغ است و اندکی بیش از ۱۰۰۰ نفر جمعیت دارد. در واقع ظرفیت این روستا برای بهره‌مندی از یک زندگی نرمال برای اهالی، چیزی ما بین ۱۰۰۰ تا ۲۰۰۰ نفر است. با آغاز مناقشه قره باغ در سال ۱۹۸۸، مقامات جمهوری سوسیالیستی آذربایجان به منظور تغییر موازنه جمعیتی در قره باغ اقدام به انتقال دو گروه جمعیتی به خواجه‌لی کردند، گروه اول ترک‌های مسختی رانده شده از ازبکستان و گروه دوم آذربایجانی‌های رانده شده از ارمنستان بودند. در مقابل مقامات ارمنستان هم ارامنه رانده شده از سومگاییت، باکو و دیگر شهرهای جمهوری سوسیالیستی آذربایجان را در قره باغ ساکن می‌کردند. این رقابت جمعیتی، با انتقال حدود ۲۰۰۰ نفر از ترک‌های مسختی و حدود ۲۰۰۰ نفر از آذری‌های رانده شده از ارمنستان همراه بود. به‌طوری‌که جمعیت خواجه‌لی در اواخر سال ۱۹۹۱ (چند ماه قبل از کشتار) به ۶۳۰۰ نفر رسیده بود. (المان ممدوف فرماندار خواجه‌لی در مصاحبه با چنگیز مصطفایف بلافاصله پس از کشتار این عدد را حدود ۷۰۰۰ نفر اعلام کرد)
در واقع پس از این تزریق مصنوعی جمعیت روستای خواجه‌لی به شهر خواجه‌لی تبدیل شد.
این سیاست جمعیتی شرایط زندگی سختی برای اهالی ایجاد کرده بود، در گزارش شبکه تلویزیونی ای ان اس از اهالی خواجه‌لی در سال ۱۹۹۱ کمبود خدمات در روستا و نارضایتی ترک‌های مسختی از شرایط زندگی کاملاً مشخص است.
جمعیت شهرستان خواجه‌لی (شامل شهر خواجه‌لی و روستاها و قصبه اطراف) مطابق سرشماری سال ۱۹۹۸ اتحاد جماهیر شوروی سابق ۱۱۵۵۰ نفر بوده‌است.

## شواهدی از قتل‌عام
از عصر روز ۲۵ فوریه شهر در معرض آتش شدید توپخانه و تجهیزات زرهی سنگین قرار گرفته بود. در نتیجه آتش‌سوزی‌هایی در شهر رخ داده بود و در بامداد روز ۲۶ فوریه شهر تماماً به آتش کشیده شد. بیشتر اهالی با امید رسیدن به مرکز استان آقدام که در آن نزدیکی قرار داشت و ساکنین آن آذربایجانی بودند، مجبور به ترک شهر شدند. تعداد آن‌ها ۱۵۵۰ نفر ذکر شده‌است. اما این هدف محقق نگردید و ساکنین در حین فرار در دره‌ای باریک در بین روستاهای نخجوانلی و پیرجمال مورد محاصره قرار گرفته و بیشترشان قتل‌عام شدند.
از بین محاصره‌شدگان افرادی به کوه‌ها و جنگل پناه برده و تنها عده قلیلی توانسته بودند خودشان را به آقدام برسانند.
آنهایی که هم به آقدام رسیده بودند وضعیت چندان مساعدی نداشته و غالباً عزاداری می‌کردند. در محل عزاداری آوارگان ده‌ها جسد پاره‌پاره شده را به سردخانه موقت پشت مسجد انتقال دادند. به گزارش نیوزویک آن‌ها مردان غیرنظامی، زنان و کودکان خواجه‌لی، یک قصبه جنگ زده در قره باغ کوهستانی هستند که مورد تاخت و تاز نیروهای ارمنی در ۲۵–۲۶ فوریه قرار گرفته‌است. بسیاری از آنان در حالی که تلاش برای فرار داشتند، کشته شدند؛ برخی قربانیان مثله و پوست سر برخی دیگر کنده شده‌است.
یکی از کسانی که توانسته بود، با وجود زخمی که بر پشت داشت خود را به آقدام برساند می‌گوید:
در داخل جنگل در حرکت بودیم که ناگهان به سمت ما تیراندازی شد؛ به محض شروع تیراندازی، جمعیت در حال حرکت، تیر خورده و افتادند. ابتدا زن من و بعد بچه‌ام تیر خورد… یکی دیگر از پناهندگان به اسم راضیه اسلان اوا که خانواده خود را در راه از دست داده بود این موضوع را تأیید می‌کند.
از سرانجام کسانی که در شهر مانده بودند نیز اطلاعی حاصل نشد و بنا به گزارش شاهدان عینی با توجه به حجم آتشی که روی شهر بود، به احتمال زیاد کشته شده‌اند.
در این زمینه تایمز لندن در روز بعد از حادثه گزارش می‌دهد که:
سربازان ارمنی بیش از ۴۵۰ نفر از آذربایجانی‌ها که بیشتر آن‌ها را زنان و کودکان تشکیل می‌دادند، در زمان ترک خواجه‌لی کشته و احتمال می‌رود که هزاران نفر مفقود شده و از ترس مرده باشند. کسانی که از قتل‌عام جان سالم به در برده و به شهر آغدام رسیده‌اند، زمان حمله را بامداد روز چهارشنبه عنوان کرده‌اند که در آن ۱۵۰۰ در دره‌ای محاصره شده‌اند. به گزارش همین روزنامه در روز بعد یعنی تا ۲۹ فوریه اسامی ۴۷۹ نفر از کشته شدگان در مسجد ثبت شده، ۲۹ نفر در قبرستان دفن شده‌است. این در حالی است که به اجساد دیگر قربانیان که در خواجه‌لی مانده بوده‌اند هنوز دسترسی وجود نداشته‌است.
توماس گولتز خبرنگار واشینگتن پست در آقدام در بخشی از گزارش خود در ۲۸ فوریه به نقل از یکی از خادمان مسجد آقدام سعید صادق اوف می‌نویسد:
... از روز چهارشنبه (روز کشتار) اسامی ۴۷۷ نفر از قربانیان، در مسجد به ثبت رسیده‌است…
عکاس رویترز یعنی فدریک لنگین نیز در این زمینه بیان کرده‌است که:
اجساد پخش شده در اراضی نشانه‌ای از بدترین قتل‌عام رخ داده در جنگ ۴ ساله بوده‌است. بنا به گفته شاهدان بسیاری اجساد مثله شده و پوست آن‌ها کنده شده بود. کسانی که مدت کوتاهی پس از واقعه با هلی کوپتر از اراضی دیدن کرده‌اند، این موضوع را تأیید کرده‌اند.
در مورد دیگری آناتول لیون گزارشگر تایمز لندن برای تهیه گزارشی از قتل‌عام خواجه‌لی به ناحیه سفر کرده بوده‌است که مشاهدات خود را در روز ۲ مارس ۱۹۹۲ در این روزنامه منتشر کرده‌است. او در بخشی از گزارش خود این‌گونه می‌نویسد:
زمانی که از کوه‌های پوشیده از برف پائین می‌آمدیم، اجساد پراکنده‌ای را دیدیم که به‌طور آشکار در زمانی که در پی فرار از مهلکه بودند کشته شده بودند و … از اجسادی که مشاهده کردیم، دو پیرمرد یک دختر بچه که بدنش با خون پوشیده شده بود را دیدیم. همه آن‌ها تیر خورده بودند. قسمت‌های پائینی بدن دختر بچه به دلیل سرما و شرایط سخت فشرده و سیاه شده بود. ...

در گزارش دیگری همین خبرنگار تایمز لندن در آقدام در ۳ مارس عنوان می‌کند که اجساد آوارگان قتل‌عام شده آذربایجانی در دره‌ای کوچک و بلندی‌های نزدیک خواجه‌لی اطراف آن پراکنده شده‌اند.
این اتفاقات در روزنامه دی تایمز، ۳ مارس ۱۹۹۲ در خبری با عنوان «اجساد نشانِ محل انجام قتل‌عام» تأیید شده و به قساوت ارمنی‌ها در زمان کشتن آذربایجانیان اشاره شده‌است.
همه این شواهد حاکی از رخ دادن قتل‌عام علیه آذربایجانی‌ها بوده‌است و به تعبیر هلن وماک خبرنگار خارجی که خود در زمان قتل‌عام در آغدام حضور داشته‌است:
در حال حاضر تعداد افراد قتل‌عام شده به‌طور کامل مشخص نیست، اما تردیدی در اینکه غیرنظامیان آذربایجانی توسط نظامیان ارمنی در قله‌های برفی قره باغ قتل‌عام شده‌اند! وجود ندارد.

## عاملان قتل‌عام
پس از استقلال جمهوری آذربایجان از شوروی در انتخابات ۸ سپتامبر ۱۹۹۱، ایاز مطلب‌اف به عنوان نخستین رئیس جمهوری آذربایجان در رأس کارها قرار گرفت. کشتار خوجالی که در زمان ریاست جمهوری مطلب‌اف پیش آمد وی را مجبور به استعفا کرد. وی در ششم مارس ۱۹۹۲ استعفانامه‌اش را به پارلمان جمهوری آذربایجان ارائه داد. نتیجه استعفای مطلب‌اف، انتخاب ابوالفضل ایلچی بیگ به ریاست جمهوری آذربایجان بود. مطلب‌اف فاجعه خوجالی را توطئه جبهه خلق برای رسیدن به قدرت می‌داند وی در مصاحبه‌ای با روزنامه چکی نزاویسمایا گازتا در این باره می‌گوید:
آنگونه که از سخنان غیر نظامیان فراری از خوجالی استنباط می‌شود، تمام این قضیه برای ایجاد بهانه‌ای به منظور مجبور نمودن من به استعفا طراحی شده بود. گمان نمی‌کنم که ارمنیان که رویه بسیار حساب‌شده‌ای در چنین موقعیت‌هایی دارند، این فرصت را برای آذربایجانی‌ها فراهم کنند که اسنادی برای متهم نمودنشان به اقدامات نژادپرستانه به دست آورند. می‌توان دریافت که کسانی علاقه‌مند بودند تا تصاویر قربانیان خوجالی در جلسه شورای عالی (مجلس) آذربایجان به نمایش درآید تا تقصیر این مسائل به گردن من انداخته شود. اگر من (علناً) اعلام کنم که متهمان از جناح مخالف (مخالفان دولت وقت جمهوری آذربایجان یعنی عمدتاً حزب «جبهه خلق» به رهبری «ابوالفضل ایلچی بیگ»، رئیس‌جمهور بعدی آذربایجان) هستند، آن‌ها خواهند گفت که من قصد بی‌اعتبار نمودن آن‌ها را دارم.
نیروهای ارمنی چند روز پیش از حمله به شهر، به ساکنان غیرنظامی اطلاع داده بودند تا از طریق دالان امن مشخص شده، شهر را ترک کنند ولی نیروهای آذربایجانی مانع خروج مردم شده بودند. شمیل الکپرلی، روزنامه‌نگار آذربایجانی، گزارش می‌دهد: «در شهرداری آغدام شاهد مکالمهٔ تامرلین غارای‌اف، معاون دیوان عالی آذربایجان و المان محمداف، شهردار خواجه‌لی، بودم. در حالی که قوای ارمنی با بلندگوهایشان از ساکنان خواجه‌لی می‌خواستند که از طریق دالان امن شهر را ترک کنند غارای‌اف با اطمینان می‌گفت که جای هیچگونه نگرانی نیست و ما تا دو روز آینده با هم در خواجه‌لی چای خواهیم نوشید.»
عاملان اصلی قتل‌عام شامل واحدهای نیروهای مسلح ارمنستان، گروه‌های مسلح محلی ارمنی در قره باغ کوهستانی و اعضای نفرات هنگ نیروی زمینی ۳۶۶ روسی به فرماندهی یوگنی نابوکین الکساندرویچ در شهر خانکندی می‌باشند. مشخصاً رهبری عملیات حمله به خواجه‌لی را افرادی بنام‌های سیران اوهانیان، یوگنی نابوکین و والری مکرتچیان بر عهده داشته‌اند
در تیر باران غیرنظامیان نیز اعضای واحدهای مسلح ارمنی و مشخصاً کارو پتروسیان، ویتالی بالاسانیان، سیران اوهانیان، والری گریگوریان و به‌طور مستقیم دست داشته‌اند.
روبرت کوچاریان، سرژ سرکیسیان، اولگ اسایان، اسلاویک آروتونیان، آندری ایسخانیان، سرگی بگلاریان، موسیس آکوپیان، گریگوری کسبکیان، واجیک میرزویان، واجاقان آوریان، الکساندر آوراپتیان و زوری بالایان از جمله افراد مشهور درگیر در این قتل‌عام بوده‌اند. که غالب آن‌ها در سال‌های بعد از جنگ، مشاغل سیاسی مهمی را در ارمنستان عهده‌دار بوده‌اند.
روبرت کوچاریان و سرکیس سرکیسیان به عالی‌ترین مقام سیاسی ارمنستان رسیده و رئیس‌جمهور کشور بوده‌اند.
اولگ یاسیان، سفیر ارمنستان در روسیه بوده که هم‌اکنون نیز این پست را دارد.
سیران اوهانیان فرمانده قتل‌عام خواجه‌لی، در حال حاضر مسئولیت وزارت جنگ ارمنستان را عهده‌دار می‌باشد.

## موقعیت شهر خواجه‌لی

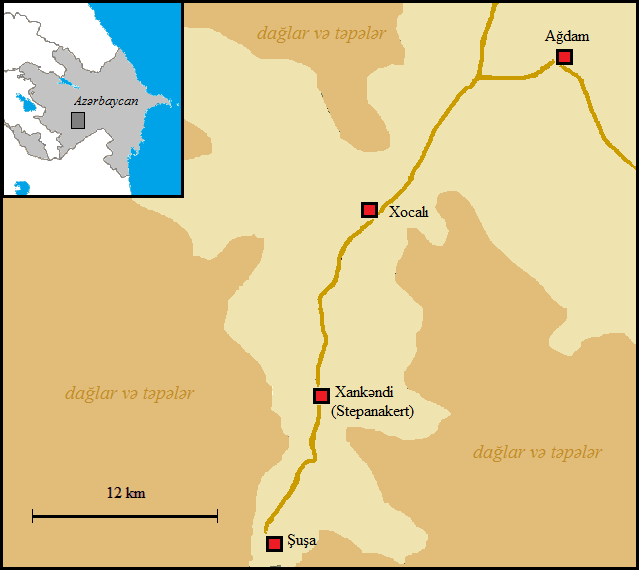

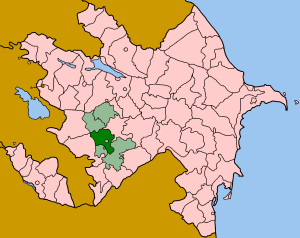
موقعیت شهر خواجه‌لی

خواجه‌لی نام شهر و بخشی در جمهوری آذربایجان است که اکنون در کنترل جدایی‌طلبان ارمنی قره‌باغ است. این شهر در ۱۴ کیلومتری شمال شرقی شهر خان‌کندی قره‌باغ و نزدیک کوه قره‌باغ واقع شده‌است. علاوه بر این، قرار داشتن خواجه‌لی در راه آغدام- شوشی و برخورداری شهر از تنها فرودگاه قره‌باغ، حساسیت راهبردی شهر را بیشتر کرده بود.
این شهر با شهرهای لاچین، کلبجر، آغدام، خوجا وند و شوشی احاطه شده و شامل یک قصبه (عسگران) و ۵۰ روستا بود. روستاهای این شهر عبارت بودند از: آلمالی، قارا کؤتؤک، خان یوردو، مهدی بی لی، جمیلی، چاناقچی، شیغناق، داغ یورد، داشبلاغ، بدره، خان یئری، قایاباشی، سون جیکا، حارو، خان آباد، آغ گدیک، آشاغی قیلیچ باغ، کوسالار، باشکند، جان حسن، تازه بینه، قشلاق، جاوادلار، یالوباکند، قره بلاغ، دمیرچی لر، قوشچو بابا، مدد کند، قیزیل اوبا، آشاغی یئمیش جان، خاچماق، یوخاری یئمیش جان، مئشه لی، نخجوانلی، آغ بلاغ، آرا زمین، دهرز، پیرجمال، پیرلر، داش باشی، فرخ، سیید بی لی، اولوبابا، شوشیکند، داش کند، مختار و سردار.

## آمار کشتار
سازمان دیده‌بان حقوق بشر آمار کشتار را مطابق گزارش سال ۱۹۹۳ مرکز هلسینکی بیش از ۱۶۰ نفر و مطابق گزارش سال ۱۹۹۴ مرکز هلسینکی بیش از ۲۰۰ نفر اعلام کرده‌است و در زیرنویس سند اشاره شده، آمار ۲۰۰ کشته بیشتر قابل قبول است تا آمار احتمالی بین ۵۰۰ تا ۱۰۰۰ کشته. مقامات رسمی ارمنستان در ایروان تنها کشته شدن ۲ آذربایجانی در زمان حمله به خواجه‌لی را تأیید کرده‌اند…
گزارشگران خارجی حاضر در آغدام در آخرین روزهای فوریه نیز گزارش‌های مختلفی را در مراحل جمع‌آوری اطلاعات کشته شدگان ارائه داده‌اند. گزارشگر تایمز لندن تعداد کشته شدگان را در روز بعد از قتل‌عام ۴۵۰ عنوان می‌کند. بنابه گزارش دیگری در در دو روز بعد از قتل‌عام هویت ۴۷۷ نفر از قربانیان مشخص شده‌است. در برخی گزارش‌ها دیگر تعداد بیش از ۱۰۰۰ نفر به نقل از مقامات محلی عنوان شده‌است.
برخی گزارشگران خارجی نیز کشته شدگان را بین ۹۰۰ تا هزار نفر نقل کرده‌اند.

## خبرنگاران آذربایجانی قربانی روایت متفاوت کشتار[۵۸]
در جمهوری آذربایجان خبرنگاران بسیاری قربانی طرح اتهام طرح‌ریزی و مشارکت نیروهای آذربایجانی وابسته به جبهه خلق آذربایجان در کشتار خواجه‌لی شده‌اند.
اصلی‌ترین نقش در مطرح کردن نقش نیروهای آذربایجانی در کشتار خواجه‌لی را چنگیز فؤاد اوغلو مصطفایف خبرنگار مستقل آذربایجانی و قهرمان ملی جمهوری آذربایجان، ایفا کرد. این خبرنگاران و بعضاً خانواده آن‌ها مورد سوء قصد و آزار و اذیت قرار گرفته‌اند یا به طرز مشکوکی کشته شده‌اند. نام و سرنوشت این خبرنگاران به شرح زیر است:
چنگیز مصطفایف در تاریخ ۱۵ ژوئن ۱۹۹۲ به فاصله ۳ ماه از کشتار خواجه‌لی به طرز مشکوکی در نزدیکی محل کشتار، روستای نخجوانیک، به شهادت می‌رسد. (تمام فرماندهان نظامی شهر آقدام هم به فاصله کوتاهی از مرگ چنگیز در ماه ژوئن، یکی یکی در نزدیکی محل کشته شدن چنگیز به طرز مشکوکی کشته می‌شوند)
۳۱ اوت ۲۰۰۹ واحد مصطفایف به همراه سه تن از کارمندان شبکه تلویزیونی ای ان اس ANS TV از جمله ماییس ممدوف در حال بازگشت از مراسم یادبود تولد چنگیز، در یک تصادف هولناک در باکو به شدت مجروح می‌شوند.
دیگر برادر چنگیز رافائل مصطفایف، وی که در روسیه هم‌زمان خبرنگار روزنامه‌های معروف 《کامرسانت》 (Kommersant) و 《Novıye izvesiya》 بود، در ۱۴ نوامبر ۲۰۱۰ در باکو طی یک تصادف هولناک رانندگی کشته می‌شود.
(دو تصادف هولناک برای دو برادر به فاصله یکسال و مرگ یکی از آنها)
عین‌الله فتح‌الله اف پس از تأیید وجود کریدور امن ادعایی ارامنه برای خروج افراد از خواجه‌لی و اذعان به عاملیت مستقیم نیروهای آذری در کشتار و بی گناهی ارامنه، با سیاهه‌ای از دردسرها مواجه شد. محکوم به حبس، اضافه شدن مدت حبس به اتهام همراه داشتن مواد مخدر در زندان؛ ضرب و شتم وحشیانه در خیابان؛ ربایش پدر و تهدید به قتل.
وی در سال ۲۰۱۱ با رای دادگاه حقوق بشر شورای اروپا زندانی سیاسی شناخته و از زندان آزاد شد و بلافاصله پس از آزادی، آذربایجان را مسئول مستقیم و عامل کشتار معرفی کرد اما در سال ۲۰۱۴ از حرف‌های خود برگشت و به کمپین عدالت برای خواجه‌لی پیوست.
المار حسینوف؛ وی سر دبیر و ویراستار هفته‌نامه تحلیلی روسی زبان “monitor” روزنامه‌نگاری جسور و بنیان‌گذار خبرگزاری trend آذربایجان بود.
او قربانی انتشار مصاحبه «فهمین حاجیف» نماینده وزیر دفاع وقت در قره باغ با هفته‌نامه روسی زبان مانیتور شد. این مصاحبه در زمان خود بسیار ساختار شکنانه محسوب می‌شد، چرا که فهمین حاجیف؛ به گناهکاری حیدر علیف در کشتار خواجه‌لی اشاره می‌کرد. این مصاحبه در تاریخ ۱۹ فوریه سال ۲۰۰۵ انجام شد و کمتر از دو هفته بعد یعنی در ۲ مارس ۲۰۰۵؛ المار حسینف که این مصاحبه را در شماره ۸۶ مجله مانیتور که خود سردبیرش بود، منتشر کرده بود، به ضرب ۶ گلوله با اسلحه مجهز به صدا خفه کن در مقابل در منزلش در باکو به قتل می‌رسد. (قاتلین او هرگز پیدا نشدند)
در جریان دادگاه حقوق بشر شورای اروپا در خصوص محاکمه عین‌الله فتح‌الله اف، وی مدعی شد بارها تهدید شده که به مانند المار حسینف به قتل خواهد رسید.
پس از مرگ المار حسینوف هفته‌نامه مانیتور هرگز منتشر نشد.
سوینج عثمان گیزی میرزایوا؛ وی که کار آموز چنگیز مصطفایف در تلویزیون ANS بود، با انتشار ویدیو اظهارات چنگیز در جلسه تحقیق و تفحص پارلمان در صفحه فیسبوک خود، پرده از اسراری در مورد کشتار خواجه‌لی برداشت که تا سال ۲۰۱۷ از مردم آذربایجان مخفی شده بود. وی نیز بارها تهدید به مرگ شده و دولت آذربایجان بارها سعی در محکوم کردن او در دادگاه داشت. در آخرین تلاش، دولت آذربایجان در سال ۲۰۱۵ علیه وی به اتهام جاسوسی و خیانت طرح دعوی کرد، اما به سبب اینکه وی شهروند آمریکا است و از حمایت تمام قد محافل حقوق بشری برخوردار است دولت آذربایجان ره به جایی نبرد.

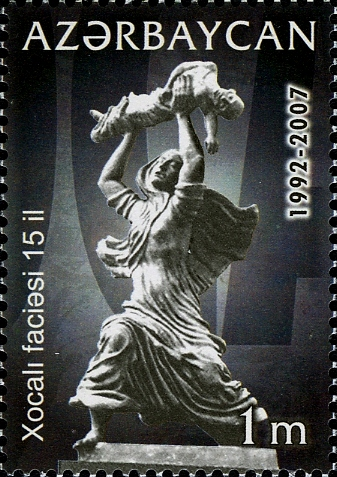
تمبر یادبود ۱۵مین سالگرد کشتار خواجه‌لی

## انعکاس در منابع مستقل
نگرانی دولت‌های خارجی از دستیابی جمهوری آذربایجان به تسلیحات و مهمات باقی‌مانده شوروی در قلمرو آن کشور بود. رافی هُوانسیان، در مسکو و در حضور آندره کوزیراف، حسین آقا صدیق اف، همتای آذربایجانی خود، را به قبول استقرار نیروهای کلاه آبی سازمان ملل یا نیروهای صلح مشترک کشورهای تازه استقلال یافته ترغیب می‌کرد.
در ۲۵ فوریه ۱۹۹۲م، لوون تر-پتروسیان، بار دیگر خواستار دخالت رهبران چهارده کشور جهان برای جلوگیری از تشدید جنگ از سوی جمهوری آذربایجان و خصوصاً اقدامات بازدارنده روسیه در دستیابی آذربایجان به تسلیحات به جای مانده از روزهای حکومت شوروی در آن کشور شد. اعتقاد راسخ بر آن بود که ارمنستان هیچ گونه ادعای مرزی ندارد و حل مناقشه آرتساخ فقط در بطن مذاکرات مستقیم دولت آذربایجان و کادر رهبری قره باغ ممکن است.
دخالت، میانجیگری و وساطت سازمان‌ها و دولت‌های دیگر مانع ادامه و تشدید خون‌ریزی نشد چرا که شاید فاجعه جنگ همیشه هم‌زمان با مذاکرات صلح به اوج خود می‌رسد. رخدادهای خوجالو نیز از این قاعده مستثنا نبود.
خوجالو مسلماً شاهد اسف بارترین رخدادهای مناقشه قره باغ بوده‌است. درطی هیچ‌یک از عملیات جنگی این تعداد از افراد بی دفاع، خصوصاً زنان و کودکان، کشته نشده بودند. شمار کشته شدگان تا به امروز نیز به درستی اعلام نشده‌است.
دولت جمهوری آذربایجان از ۱۹۸۸م ترک‌های مسختی اخراج شده از ازبکستان را در خوجالو اسکان داده بود.
نیروهای جمهوری آذربایجان مستقر در خواجه‌لی توسط ب‌ام-۲۱ گراد و راکت اندازها شهر استپاناکرت را مورد هدف قرار می‌داد. در استپاناکرت بیش از ده‌ها نفر از ساکنان شهر جان خود را از دست دادند و زخمی شدند. ۴۵۰۰ بمب، ازجمله سه هزار موشک گراد، در طول فقط چند ماه بیش از ۸۰ در صد شهر استپاناکرت را ویران کرده بود. تعداد تلفات ۱۱۱ نفر و زخمی‌ها ۳۳۲ نفر از بین ساکنان شهر گزارش شد.
روبرت کوچاریان، بر این اعتقاد بود که دو طرف درگیری معمولاً عملیات خود را از مناطق مسکونی دور نگه می‌دارند ولی ارتش آذربایجان خوجالو را مرکز عملیات تهاجمی خود قرارداده بود و از چهار ایستگاه موشکی گراد مستقر در این شهر اقدام به بمباران مداوم شهر استپاناکرت می‌کرد.
شلیک موشک‌ها از مرکز مسکونی شهر خوجالو، بنابر قانون جنگ، خود شهر خوجالو را به هدف اصلی آتش دشمن تبدیل کرد و طبیعتاً منجر به قتل ساکنان بی گناه شهر شد.
ساموئل بابایان، از فرماندهان قره باغ، تعبیر دیگری از رخدادها داشت. او می‌گوید که:
«بستر رودخانه کارکار به منزله دالان امن خروج ساکنان غیرنظامی از خوجالو به طرف شهرستان آقدام، از سوی رزمندگان ارمنی مشخص شده بود و از آن محافظت می‌شد.
آنچه که انتظارش نمی‌رفت اتفاق افتاد. ساکنان بی دفاع خوجالو، که از میان سنگرهای ما درطول دالان امن خروج به سمت شهر آقدام در حرکت بودند، از رو به رو با آتش سربازان جبهه ملی آذربایجان، که از طرف شهر آقدام به طرف ما گشوده شده بود، مواجه شدند.»
در ادامه می‌نویسد: «شرایط برای جلوگیری از خروج شش هزار تن از ساکنان بی دفاع و کشتار دسته جمعی آن‌ها برای ما فراهم بود ولی فرماندهی ما به عمد عملیات را برای چند روز به تعویق انداخت و دالان فرار را برای ساکنان غیر مسلح خوجالو فراهم کرد.»
طبق اطلاعاتی که (ویلسون گور)، مورخ کانادایی ارائه می‌دهد، نیروهای آذری مستقر در آقدام نیز اشتباهاً بر روی این بخت برگشته‌ها آتش گشودند. باید توجه داشت که این عملیات در منطقه وسیعی در هنگام شب صورت می‌گرفته و تشخیص افراد مسلح از غیرمسلح اساساً غیرممکن و امکان اشتباه از سوی هر دو طرف زیاد بود.
چنگیز مصطفی یف (چنگیز فؤاد اوغلی مصطفی یف، گزارشگر مستقل آذری که در ۲۸ فوریه ۱۹۹۲ از صحنه فاجعه خواجه‌لی ویدئوهایی تهیه کرده بود، راجع به ادعاهای مقامات آذربایجان دربارهٔ روند به وجود آمدن فاجعه تردید داشت، لذا خود مستقلاً شروع به تحقیقات کرد. لیکن، اولین گزارش او دربارهٔ احتمال دست داشتن نیروهای آذربایجانی در فاجعه خواجه‌لی به” D-Press “آژانس خبری مسکو، به قیمت جانش تمام شد. وی در همان زمان، در ۱۵ ژوئن ۱۹۹۲ در نزدیکی آقدام در شرایط مشکوکی به قتل رسید) می‌نویسد: «بسیار امکان داشته که واحدهای مسلح آذری مستقر در آقدام کوچ کنندگان را در تاریکی شب با مهاجمان ارمنی اشتباه گرفته و به روی آن‌ها آتش گشوده‌اند. سپس، برای پنهان کردن آثار اشتباه مرگبار خود، جسدها را تا حد غیرقابل شناسایی مثله و صبح روز بعد با بوق و کرنا ارمنیان را مسئول این جنایت معرفی کرده‌اند.»
واقعیت اینست که قربانیان خواجه‌لی در منطقه‌ای که تحت کنترل نیروهای آذری و ۱۱ کیلومتر دور از دسترس نیروهای دفاعی قره باغ بود به خاک افتادند. وقوع این فاجعه در زمانی بود که جنگ قدرت بین دولت وقت آذربایجان به رهبری ایاز مطلب‌اف و ابوالفضل ایلچی‌بیگ به اوج خود رسیده و طرفین از هیچ چیز برای ضربه زدن به یکدیگر رویگردان نبودند. اوضاع وقت خواجه‌لی موقعیت ایده‌آلی را برای طرفداران ایلچی بیگ فراهم آورد.
واحدهای ارتش آذربایجان برخوردی سبعانه با افرادی که به سمت آقدام در حرکت بودند داشتند. چه طراحی شده و چه ناخواسته واحدهای رزمی آذربایجان باعث این تراژدی شدند.
ایرادی که پاره‌ای از سازمان‌های دیدبان حقوق بشر به نیروهای ارمنی می‌گیرند این است که ولو اینکه نیروهای آذری مردمشان را آگاهانه دم گلوله توپ گذاشته بودند و ولواینکه تشخیص افراد مسلح از غیر مسلح در آن هرج و مرج آسان نبوده، ارمنیان کلاً نمی‌بایستی روی آذری‌ها آتش می‌گشودند، چون به هرحال امکان داشت که افراد بی گناه در این میان قربانی شوند.
سلیمان عباس اف، از ساکنان خوجالو، شکایت می‌کرد که:
«چند روز مانده به جنگ خوجالو، بلندگوهای ارتش ارمنیان خبر حمله نهایی برای اشغال خوجالو و اختصاص دالان فرار برای ساکنان غیرنظامی دهکده را پخش می‌کردند و در حالیکه بالگردهای ارتش ما بارها بر فراز خوجالو در پرواز و ناظر بر اوضاع بودند، کسی را نگران سرنوشت خود نمی‌دیدیم. درآن شرایط نه فقط قدمی برای نجات ما برداشته نشد، هیچ کمکی دریافت نکردیم و بدتر از همه، هنگامی که امکان خروج زنان، اطفال و افراد سالخورده از مسیر دالان فرار وجود داشت، ما را به ماندن ترغیب می‌کردند.»
تحریک افکار عمومی آذربایجان و اصرار در ایجاد نفرت و نژادپرستی نمی‌تواند حقایق گزارش شده از سوی خبرنگاران آزاد آذربایجانی و ناظران بین‌المللی را پنهان نماید.
عین‌الله فتح‌الله اف، خبرنگار آذربایجانی، در بهار ۲۰۰۵م از خوجالو بازدید و با بازماندگان جنگ مصاحبه کرد. او پس از بازگشت به باکو مقاله‌ای از قول پناهندگان نفتالان با این مضمون نوشت:
«آنها چند روز مانده به نبرد خوجالو با بلندگوهایشان از ساکنان غیر مسلح شهر می‌خواستند که شهر را از طریق دالان امن رودخانه کارکار ترک کنند. اگر ساکنان شهر از طریق دالان امن شهر را ترک می‌کردند ارتش آزادی‌بخش ارمنیان قره باغ بر روی آن‌ها آتش نمی‌گشود ولی نمی‌دانیم چرا برخی از سربازان جبهه نخست آذربایجان آن‌ها را به سمت شهر نخجوانیک، که در اشغال ارتش ارمنیان بود، حرکت می‌دادند. تنها راه امن خروج از مهلکه از میان نیروهای ارمنی، بدون درگیری، تضمین شده بود ولی گویا سربازان جبهه ملی آذربایجان دریای خون هم وطنان را برای مرگ سیاسی رئیس‌جمهور مطلب اف فراهم می‌ساختند.»
طبق گزارش‌ها، اکثر ساکنان شهر نیز از طریق این معبر شهر را ترک کردند.
حدود۸۰۰ – ۷۰۰ نفر از ساکنان شهر، از جمله ۳۰۰ ترک‌های مسختی که قادر به ترک شهر نشده بودند توسط نیروهای دفاعی قره باغ به استپاناکرت منتقل و موقتاً درآنجا اسکان داده شدند.
چند روز بعد، آوارگان آذری بدون هیچ گونه قید و شرطی از طریق کمیته بین‌المللی صلیب سرخ به مقامات آذربایجان تحویل گردیدند. رویداد مزبور را سازمان حقوق بشر مستقر در مسکو به نام انجمن یادبود گزارش نموده‌است.
(دانا مازالووا) می‌گوید: «بسیاری از اجساد فراریان خوجالو، در نزدیکی شهر آقدام که در اختیار ارتش آذربایجان دیده شده بود. از فاصله کم به زانوی آن‌ها شلیک شده و گویا کسانی می‌خواسته‌اند از فرار آن‌ها جلوگیری کنند. همکاران من در ۲۹ فوریه از این اجساد فیلم‌برداری کرده‌اند. سه روز بعد وقتی در ۲ مارس دوباره از آن اجساد فیلم‌برداری می‌کردیم لباس اجساد را کنده، بدنها را تکه‌تکه کرده و حتی پوست سر آن‌ها را نیز کنده بودند! و همه اینها در مناطق تحت اشغال نیروهای آذربایجان اتفاق افتاده بود.»
ایاز مطلب‌اف می‌گوید: «همه اینها از پیش برای برکناری من از قدرت طراحی شده بود. با شناختی که از ارمنیان دارم بعید می‌دانم که آن‌ها این چنین آشکارا آثار جنایت خود را در اختیار ما قرار داده باشند. اگر اعلام کنم که همه تقصیرها بر گردن مخالفان دولت من است، مرا متهم به افتراء بستن خواهند کرد ولی از حقایق نمی‌توان گذشت. مسلم است که ارتش ارمنیان قره باغ دالان امنی را برای خروج ساکنان بی دفاع به وجود آورده بودند و دلیلی برای شلیک به سوی آن‌ها نداشتند.
به محض محاصره خوجالو از سوی تانک‌های ارمنی، می‌بایست اقدام به خروج ساکنان بی دفاع از شهر می‌شد.»
ادعا شده که نیروهای روسی (هنگ موتوریزه ۳۶۶ شوروی سابق) نیز درگرفتن شهر خواجه‌لی شرکت داشته‌اند.
هنگ موتوریزه یاد شده در نزدیکی استپاناکرت، پایتخت قره باغ مستقر و خود آماج آتشبارهای ارتش آذربایجان قرارداشت و تلفاتی هم متحمل شده بود. بعد از این تلفات، از مرکز فرماندهی روسی به هنگ دستور داده می‌شود که پاسخ آتش توپخانه آذری را بدون خروج از پایگاه خودشان بدهند. جدال آتشبارهای دو طرف (طرف آذری و روسی) چند روز قبل از سقوط شهر را ساکنان فراری خواجه‌لی گزارش داده‌اند.
به نظر می‌آید که دلیل نشر این اطلاعات غیرواقع این باشد که اول: مدافعان شکست خورده خواجه‌لی عملکرد، و در واقع بی عملی خود را نزد هموطنانشان بتوانند توجیه کنند و دوم: این اولین بار بود که آنان می‌دیدند نیروهای دفاعی قره باغ از ادوات و خودروهای زرهی استفاده می‌کنند.
در سال ۱۳۹۶ وبسایت پایگاه خبری تحلیلی «تحولات جهان اسلام»؛ سلسله مقالاتی را تحت عنوان «کشتار خواجه‌لی از دوربین آوینی قره باغ» منتشر کرد که با بررسی تصاویر دوربین خبرنگار مستقل آذربایجانی چنگیز مصطفایف، سخنان چنگیز مصطفی اف در کمیسیون تحقیق و تفحص پارلمان و استناد به منابع آذری، مشارکت آذری‌ها در کشتار را اثبات می‌کرد.

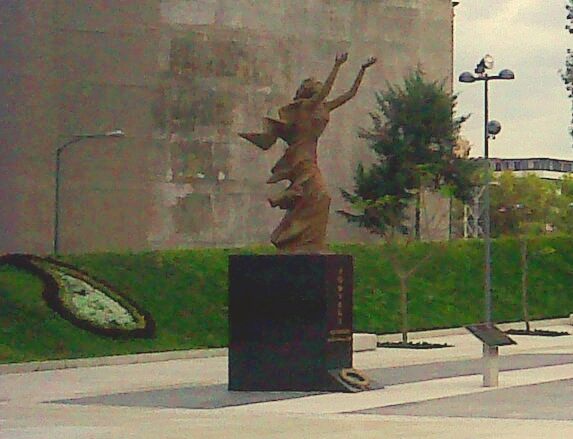
تندیس یادبود کشتار خواجه‌لی در مکزیکو

## واکنش مجامع بین‌المللی
قتل‌عام خواجه‌لی توسط برخی مجامع ملی و بین‌المللی به رسمیت شناخته شده‌است. برای اولین بار در مجمع وزرای امور خارجه کشورهای عضو سازمان همکاری اسلامی که در سال ۲۰۰۷ قتل‌عام خواجه‌لی مورد بررسی قرار گرفت و از آن بعد هر ساله مورد تأکید این سازمان قرار گرفته‌است. از هفتمین اجلاس مجالس کشورهای عضو سازمان همکاری‌های اسلامی این مسئله شکل جدی تری به خود گرفته و مجالس کشورهای عضو برای به رسمیت شناختن قتل‌عام خواجه‌لی و مجازات عاملین فراخوانده شده‌اند.
نهاد دیده‌بان حقوق بشر از دیگر این سازمان‌ها بوده‌است.
علاوه بر این در قطعنامه‌های سازمان همکاری اسلامی از دولت‌ها و سازمان‌های عضو، حضور فعال در کمپین عدالت برای خواجه‌لی و مجازات عاملین طلب شده‌است. همچنین وزیران این سازمان در ماه ژانویه سال ۲۰۱۵ تفاهم نامه‌ای را به امضا رسانده‌اند که مطابق آن باید بر همکاری و حمایت همه‌جانبه در چارچوب کمپین عدالت برای خواجه‌لی تأکید ویژه‌ای داشته باشند.
پارلمان ترکیه این کشتار را به رسمیت نشناخته‌است.
رئیس‌جمهور گرجستان در ۲۶ فوریه ۲۰۱۸ طی جلسه‌ای حاضر به رعایت یک دقیقه سکوت به در خواست حضار آذری مقیم گرجستان، به یادبود قربانیان کشتار خواجه‌لی نشد.
همچنین در برخی از ایالات آمریکا این قتل‌عام به رسمیت شناخته شده‌است. به‌طور مثال ایالت‌های هاوایی، نبراسکا، مونتانا و آیداهو در فوریه سال ۲۰۱۶ به وقوع پیوستن این کشتار را به رسمیت شناختند.

## انعکاس مطبوعات وقت خارجی
- واشینگتن پست به عنوان یکی از اولین خبرگزاری خارجی در ۲۸ فوریه ۱۹۹۲: قربانیان قره باغ در شهر آذربایجانی (آقدام) به خاک سپرده شدند. در این گزارش اطلاعاتی راجع به کشتن زنان و کودکان و آوارگانی که در مساجد آغدام جای گرفته‌اند و نیز زخمی‌هایی که از خواجه‌لی برای مداوا به بیمارستان آغدام آورده‌اند، ارائه می‌دهد[۵۵]
- تایمزلندن، ۲۷ فوریه ۱۹۹۲: سربازان ارمنستان صدها نفر از خانواده‌های آذربایجانی را که در پی فرار از محاصره بودند قتل‌عام می‌کند.[۱۱۴]

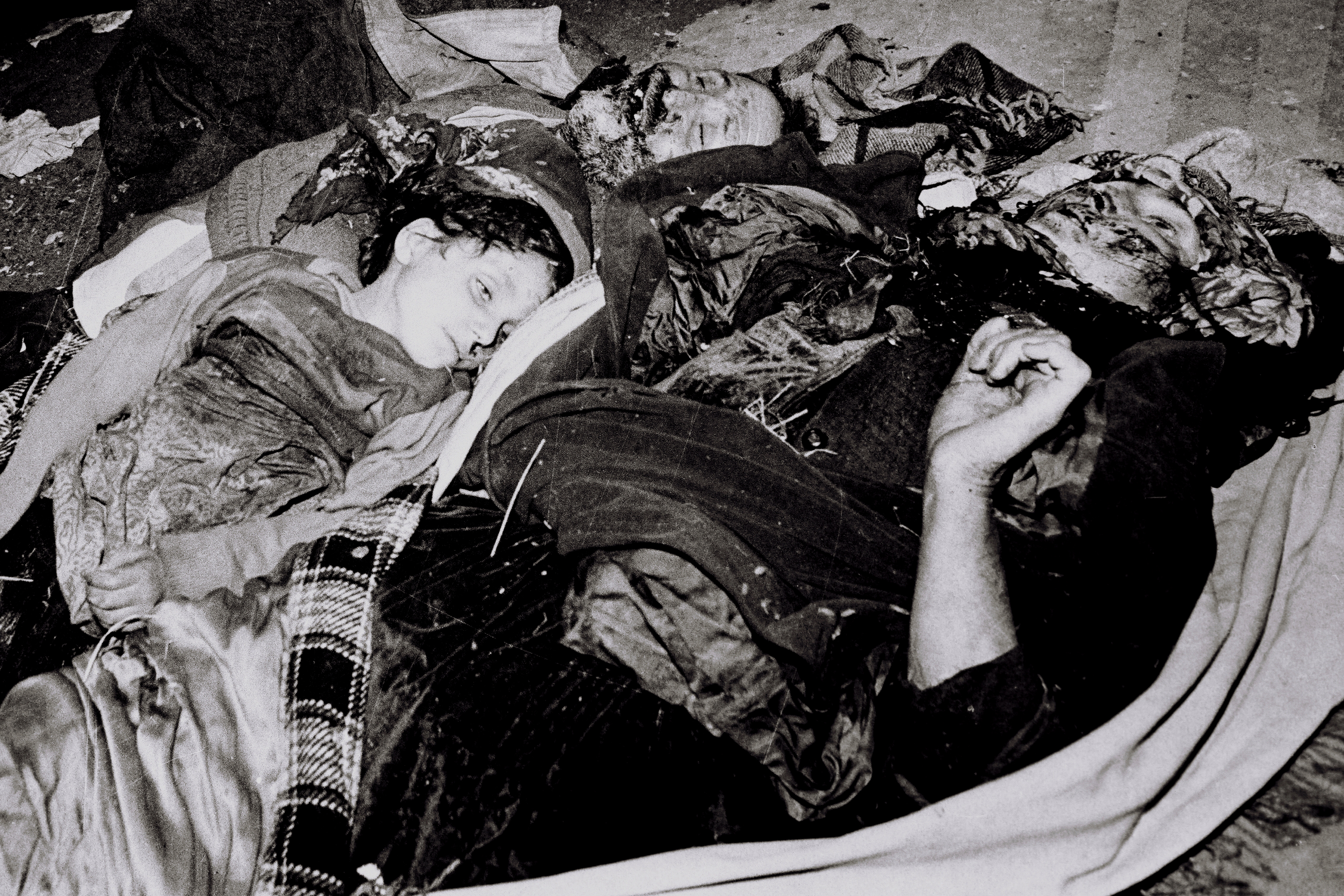
اجساد مادر و فرزند، مسجد آغدام

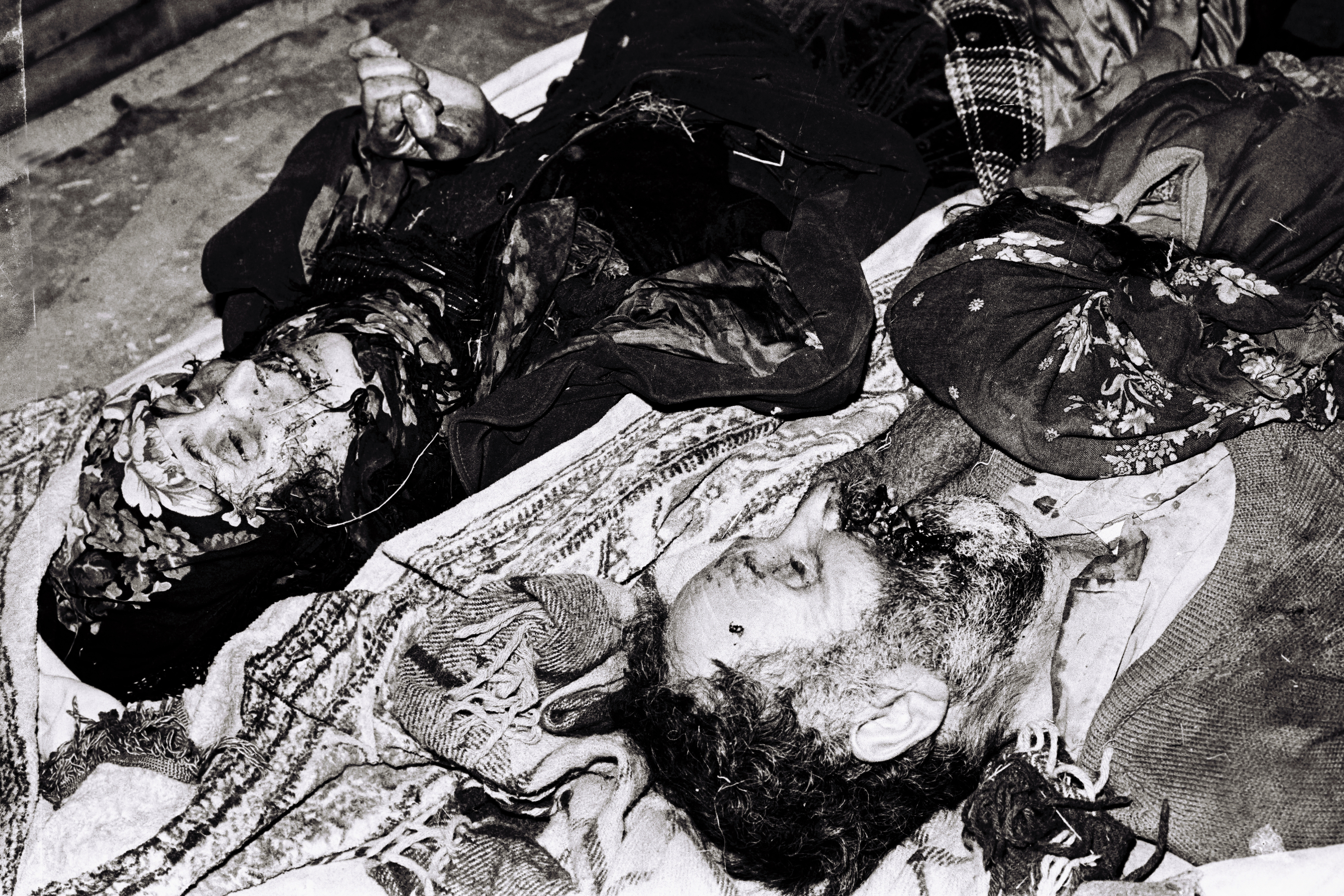
اجساد یک خانواده آذربایجانی، مسجد جامع گوهریه آقدام

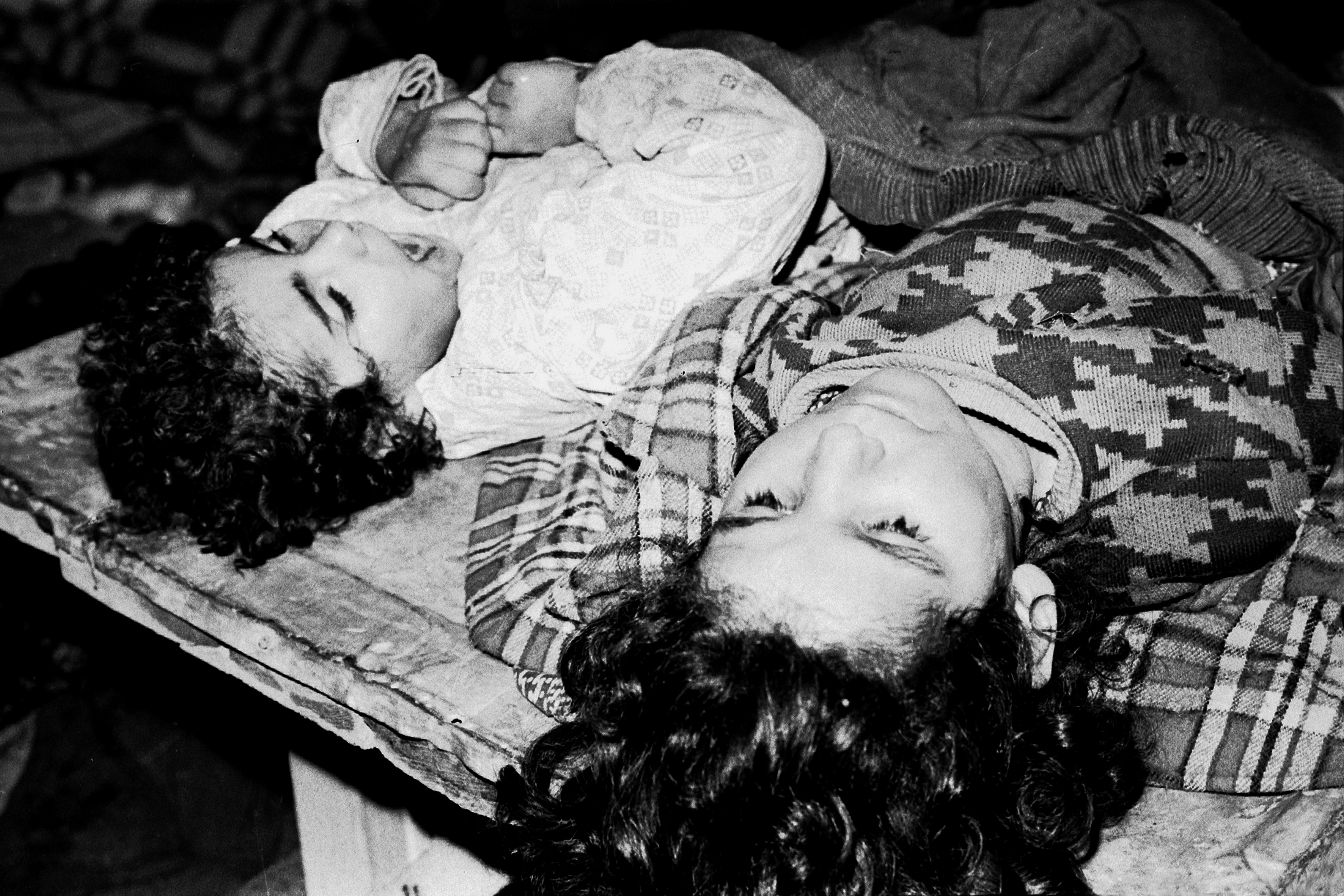
اجساد دو کودک آذربایجانی بعد از انتقال به مسجد جامع گوهریه آقدام

این گزارش نیز اطلاعاتی را جع به تعداد کشته شدگان، نحوه کشته شدن آن‌ها و جنسیت و سن کشته شدگان اطلاعاتی ارائه داده‌است.
- نیویورک تایمز، ۳ مارس ۱۹۹۲: اطلاعاتی در زمینه قتل‌عام انجام شده توسط ارامنه به دست رسیده‌است.[۱۱۵] نیویورک تایمز بر اساس اطلاعات حاصل شده از گزارش‌ها به ویژه خبرگزاری رویترز و ایتارتاس این خبر را یک هفته پس از وقوع قتل‌عام مخابره می‌کند و اعلام می‌کند که دربارهٔ قتل‌عام انجام شده توسط ارامنه شواهد جدیدی به دست آمده‌است.[۱۱۶] در گزارش دیگری که توسط این روزنامه در ۵ مارس ۱۹۹۲ با عنوان «آخرین خداحافظی در آذربایجان» به نقل از آسوشیتد پرس گزارشی از دفن قربانیان در قبرستان آقدام ارائه می‌دهد.[۱۱۷]
- واشینگتن تایمز؛ روز ۲ مارس ۱۹۹۲: حمله ناگهانی ارامنه آذربایجانیان را کشت و آواره ساخت. به ابعاد قتل‌عام آذربایجانیان می‌پردازد.[۵۷] واشینگتن تایمز؛ روز ۳ مارس ۱۹۹۲: وحشت در بین آذربایجانیان. در این گزارش مشاهدات برایان کلین روزنامه‌نگار واشینگتن تایمز در آغدام و نیز مشاهداتی از خبرنگار روسی و عکاس رویترز یعنی فدریک لنگین انعکاس یافته‌است.
- ساندی تایمز، تاریخ ۸ مارس ۱۹۹۲: خواجه‌لی با مغازه‌های کسادش و با خیابان‌های خاکی بدون درختش یک شهر بی درآمد آذربایجانی بود؛ اما در زمانی خانه هزاران آذربایجانی بود که در زمان‌های شاد به مزارع و غازهای در حال پرواز نگاه می‌کردند. شهری که هفته قبل از روی نقشه محو شد.[۱۱۸]
- دی تایمز، تاریخ ۳ مارس ۱۹۹۲: اجساد نشانِ محل انجام قتل‌عام. لیون در این گزارش به قساوت رخ داده در زمان کشتن آذربایجانیان اشاره می‌کند.[۱۱۹]
- مجله تایم، تاریخ ۱۶ مارس ۱۹۹۲: قتل‌عام در خواجه‌لی. ژیل سمولو به گزارش از یوری زاراخووی، چ خبرنگار این روزنامه در آغدام، در این شماره ابعاد این قتل‌عام را مورد توجه قرار داده‌است.[۱۲۰]
- ایندیپندنت؛ تاریخ ۵ مارس ۱۹۹۲: آوارگان و قبرهای تازه قتل‌عام انجام شده توسط ارامنه را تأیید می‌کند-آذربایجانی‌ها در جنگ شکار می‌شوند. روزنامه ایندیپندنت، در این گزارش شواهدی را بر اساس گزارش خبرنگار خود در آغدام، هلن وماک ارائه می‌دهد.[۱۲۱] ایندپندنت، تاریخ ۶ مارس ۱۹۹۲: ارامنه آذربایجانی‌ها را گروگان گرفته‌اند. ایندپندنت در این گزارش اطلاعاتی از مذاکرات انجام شده دربارهٔ آزادی ۶۰۰ گروگان آذربایجانی ارائه داده‌است.[۱۲۲] ایندپندنت، تاریخ ۸ مارس ۱۹۹۲: در ۸ مارس نیز همین روزنامه ایندپندنت تحلیلی در این زمینه با عنوان قره باغ قربانی انتقام جویی ارائه داده‌است.[۱۲۳]
- مجله نیوزویک، تاریخ ۱۶ مارس ۱۹۹۲؛ چهره قتل‌عام. پاسکال پریویت به همراه استیو لی و این در نیوزویک گزارش‌ها هولناکی از وقایع خواجه‌لی در این گزارش ارائه داده‌است.[۱۲۴] مجله نیوزویک در شماره دیگر؛ تاریخ ۱۹ نوامبر، سال ۱۹۹۳ به نفوذ لابی ارامنه در تحریف اطلاعات رسیده به دولت آمریکا داشته و تعجب آنان از اوضاع قره باغ و کشتار ارامنه و اخراج آذربایجانیان از قره باغ را تحلیل کرده‌است.[۱۲۵]
- گاردین، تاریخ ۳ مارس، ۱۹۹۲: قره باغ به قاتلانش داده می‌شود. گاردین در این گزارش شواهدی را بر اساس گزارش‌ها ارسال شده توسط خبرنگارش کارل والدروم در خانکندی و برایان کلین خبرنگار رویتر در آغدام ارائه داده و اذعان به وجود قتل‌عام گسترده در خواجه‌لی کرده و تحویل آن به ارامنه توسط نیروهای نظامی و تجهیزات زرهی هنگ ۳۶۶ موتوری روسیه و ارتش ارمنستان را بررسی کرده‌است.[۱۲۶] گاردین، تاریخ ۲ سپتامبر ۱۹۹۳: جایی برای پنهان کردن بحران آوارگان آذربایجانی‌ها وجود ندارد.[۱۲۷]

در این مقاله گاردین گزارشی از اخراج آذربایجانیان توسط ارمنستان و بدون توجه به مطالبات سازمان ملل متحد به سمت مرزهای ایران و پنهانکاری رسانه‌ها در این زمینه پرداخته‌است.
- بی جی بوستون گلوب، تاریخ ۳ مارس ۱۹۹۲: اتهام کشتار ۱۰۰۰ آذربایجانی؛ به گزارش پاول کوئین ارامنه ۱۰۰۰ آذربایجانی را کشتند.[۱۲۹]
- روزنامه د ایج ملبورن، تاریخ ۶ مارس ۱۹۹۲؛ تعداد کشته شدگان خواجه‌لی به‌طور کامل مشخص نشده‌است؛ اما انجام قتل‌عام مشخص است.[۱۳۰]
- ترود مسکو؛ تاریخ ۶ مارس ۱۹۹۲: گزارشی با عنوان تراژدی قره باغ انتشار داده‌است.[۱۳۱]
- روزنامه پراودا، تاریخ ۷ مارس ۱۹۹۲: فاجعه در خواجه‌لی.[۱۳۲]
- روزنامه اسووبودا چاپ روسیه، تاریخ ۱۲ جون ۱۹۹۲: تراژدی که نمی‌تواند توسط عاملانش توجیه شود. اسووبودا در این شماره گزارشی از در خواست سازمان‌های حقوق بشری برای ترک شهر خواجه‌لی توسط عاملان قتل‌عام این شهر ارائه داده‌است.[۱۳۳]
- روزنامه روسی کومسوملوس، تاریخ ۳ مارس ۱۹۹۲:خواجه‌لی: شب هنوز تمام نشده‌است. اولگ الکساندرویچ لیتوین، عکاس واحد خبر این روزنامه، گزارشی تصویری از اتفاقات افتاده در خواجه‌لی، کشته شدگان و اجساد انتقال داده شده به مساجد آغدام، آوارگان جنگی در مساجد و مردان، زنان، کودکان و سالخوردگان زخمی ارائه داده‌است.[۱۳۴]

## کمپین عدالت برای خواجه‌لی
کمپین عدالت برای خواجه‌لی، کمپینی است برای ارتقای آگاهی‌های بین‌المللی در زمینهٔ کشتار خواجه‌لی است.
شروع کمپین در ۸ مه ۲۰۰۸ و توسط لیلا علی‌اوا بوده‌است.
هدف کمپین افزایش سطح آگاهی عمومی از کشتار خواجه‌لی، علل و عواقب ناشی از مناقشهٔ قره باغ عنوان شده‌است. فعالیت‌های کمپین متمرکز بر احترام به قربانیان و زنده نگه داشتن خاطرهٔ آنان از طریق اطلاع‌رسانی مداوم به نسل جوان و حمایت از بازماندگان و جستجوی راه‌هایی برای از بین بردن مشکلات آنان است.
این کمپین در سطح بین‌المللی و در ۵۰ کشور جهان فعال است.
و همه ساله در کشورهای مختلف جهان کنفرانس‌ها، نشست‌ها و تحصن‌هایی را برگزار می‌کند. همچنین در همه کشورهای عضو اتحادیه اروپا، جامعه کشورهای مشترک‌المنافع، کشورهای واقع در آسیا، آمریکای شمالی و جنوبی مراسم‌هایی را در زمینهٔ حوزه فعالیت خود ترتیب می‌دهد.
از نتایج فعالیت این کمپین شناسایی کشتار خواجه‌لی در کشورهای مختلف و همچنین شورای وزرای خارجه اعضای سازمان همکاری اسلامی
و نیز اتحادیه پارلمانی سازمان همکاری اسلامی بوده‌است.
و توانسته پشتیبانی مجمع جوانان سازمان همکاری اسلامی را جلب کند.
در این کمپین طوماری با عنوان «به رسمیت شناخته شدن کشتار خواجه‌لی به عنوان جنایت علیه بشریت و مبارزه علیه بی‌عدالتی در جهان» خطاب به سران دنیا ایجادشده‌است.